# Coupe du monde de beach soccer 2019
Navigation
2015 2021
La Coupe du monde de beach soccer 2019 est la vingtième édition de la Coupe du monde de beach soccer. Elle se déroule à Luque, au Paraguay, du 21 novembre 2019 au 1er décembre 2019.
La compétition est remportée par le Portugal qui bat en finale l'Italie.

## Sélection du pays hôte
Le calendrier des candidatures est le suivant  : 
- 14 juin 2018 : ouverture de la procédure de candidature par la FIFA
- 29 juin 2018 : date limite de déclarations d'intérêt des associations nationales auprès de la FIFA.
- 6 juillet 2018 : envoi par la FIFA des documents détaillant la campagne et les conditions de participation pour analyse par les associations.
- 27 juillet 2018 : date limite pour accepter les termes des documents et soumettre une candidature officielle.
- 14 septembre 2018 : date limite pour préparer et soumettre le dossier complet de candidature à la FIFA.
- 26 octobre 2018 : annonce du pays hôte par la FIFA.

Ci-dessous une liste non exhaustive d'associations ayant déclaré leur intérêt quant à une éventuelle candidature :
- Paraguay[2] ;
- Australie[3] ;
- Barbade[3].

Le 1er octobre 2018, le Comité d'organisation de la FIFA recommande l'attribution au Paraguay, seul pays ayant produit un dossier de candidature officielle. Le Conseil de la FIFA officialise cette attribution lors d'une réunion à Kigali, au Rwanda, le 26 octobre 2018.

## Équipes qualifiées pour la phase finale
| Afrique (CAF) - Nigeria - Sénégal Asie (AFC) - Émirats arabes unis - Japon - Oman Amérique du Nord, Amérique Centrale et Caraïbes (CONCACAF) - États-Unis - Mexique Océanie (OFC) - Tahiti | Europe (UEFA) - Biélorussie - Italie - Portugal - Russie - Suisse Amérique du Sud (CONMEBOL) - Paraguay (pays hôte) - Brésil - Uruguay |

## Phase de groupes

### Règlement
- 16 équipes réparties dans 4 groupes composés chacun de 4 équipes se disputeront les deux premières places qualificatives pour les quarts de finale.

- La rencontre se déroule en 3 périodes de 12 minutes chacune.

- Une victoire dans le temps réglementaire vaut trois points, une victoire en prolongation vaut deux points, une victoire aux tirs au but vaut un point et toute défaite vaut zéro point. En cas de résultat nul à l'issue du temps réglementaire, les deux équipes prennent part à une prolongation de 3 minutes, puis si elles ne se sont toujours pas départagées à une séance de tirs au but.

- Un carton rouge est synonyme d'exclusion pendant 2 minutes, puis de non-participation pour match suivant.

- Les critères suivants départagent les équipes en cas d'égalité de points :

1. la différence de buts dans tous les matches du groupe ;
2. le plus grand nombre de buts marqués dans tous les matches du groupe ;
3. le plus grand nombre de points obtenus dans les matches de groupe entre les équipes à égalité ;
4. la différence de buts particulière dans les matches de groupe entre les équipes à égalité ;
5. le plus grand nombre de buts marqués dans les matches de groupe entre les équipes à égalité ;
6. le plus grand nombre de points fair-play dans tous les matches de groupe ;
7. tirage au sort par la commission d’organisation de la FIFA.

### Groupe A
| Rang | Équipe     | Pts | J | G | Gp | Gt | P | Bp | Bc | Diff |
| ---- | ---------- | --- | - | - | -- | -- | - | -- | -- | ---- |
| 1    | Japon      | 9   | 3 | 3 | 0  | 0  | 0 | 14 | 10 | +4   |
| 2    | Suisse     | 5   | 3 | 1 | 1  | 0  | 1 | 18 | 17 | +1   |
| 3    | Paraguay   | 3   | 3 | 1 | 0  | 0  | 2 | 15 | 13 | +2   |
| 4    | États-Unis | 0   | 3 | 0 | 0  | 0  | 3 | 10 | 17 | -7   |

| Date        | Équipe 1   | Résultat    | Équipe 2   |
| ----------- | ---------- | ----------- | ---------- |
| 21 novembre | Suisse     | 8 - 6       | États-Unis |
| 21 novembre | Paraguay   | 4 - 5       | Japon      |
| 23 novembre | États-Unis | 3 - 4       | Japon      |
| 23 novembre | Paraguay   | 6 - 7 a. p. | Suisse     |
| 25 novembre | Japon      | 5 - 3       | Suisse     |
| 25 novembre | États-Unis | 1 - 5       | Paraguay   |

### Groupe B
| Rang | Équipe  | Pts | J | G | Gp | Gt | P | Bp | Bc | Diff |
| ---- | ------- | --- | - | - | -- | -- | - | -- | -- | ---- |
| 1    | Italie  | 6   | 3 | 2 | 0  | 0  | 1 | 21 | 10 | +11  |
| 2    | Uruguay | 6   | 3 | 2 | 0  | 0  | 1 | 9  | 9  | 0    |
| 3    | Tahiti  | 6   | 3 | 2 | 0  | 0  | 1 | 16 | 17 | -1   |
| 4    | Mexique | 0   | 3 | 0 | 0  | 0  | 3 | 3  | 13 | -10  |

| Date        | Équipe 1 | Résultat | Équipe 2 |
| ----------- | -------- | -------- | -------- |
| 21 novembre | Italie   | 12 - 4   | Tahiti   |
| 21 novembre | Uruguay  | 1 - 0    | Mexique  |
| 23 novembre | Tahiti   | 6 - 1    | Mexique  |
| 23 novembre | Uruguay  | 4 - 3    | Italie   |
| 25 novembre | Mexique  | 2 - 6    | Italie   |
| 25 novembre | Tahiti   | 6 - 4    | Uruguay  |

### Groupe C
| Rang | Équipe              | Pts | J | G | Gp | Gt | P | Bp | Bc | Diff |
| ---- | ------------------- | --- | - | - | -- | -- | - | -- | -- | ---- |
| 1    | Sénégal             | 6   | 3 | 2 | 0  | 0  | 1 | 17 | 11 | +6   |
| 2    | Russie              | 6   | 3 | 2 | 0  | 0  | 1 | 14 | 14 | 0    |
| 3    | Biélorussie         | 3   | 3 | 1 | 0  | 0  | 2 | 10 | 13 | -3   |
| 4    | Émirats arabes unis | 3   | 3 | 1 | 0  | 0  | 2 | 6  | 9  | -3   |

| Date        | Équipe 1            | Résultat | Équipe 2            |
| ----------- | ------------------- | -------- | ------------------- |
| 22 novembre | Sénégal             | 7 - 8    | Russie              |
| 22 novembre | Biélorussie         | 5 - 1    | Émirats arabes unis |
| 24 novembre | Russie              | 1 - 4    | Émirats arabes unis |
| 24 novembre | Biélorussie         | 2 - 7    | Sénégal             |
| 26 novembre | Émirats arabes unis | 1 - 3    | Sénégal             |
| 26 novembre | Russie              | 5 - 3    | Biélorussie         |

### Groupe D
| Rang | Équipe   | Pts | J | G | Gp | Gt | P | Bp | Bc | Diff |
| ---- | -------- | --- | - | - | -- | -- | - | -- | -- | ---- |
| 1    | Brésil   | 9   | 3 | 3 | 0  | 0  | 0 | 29 | 11 | +18  |
| 2    | Portugal | 6   | 3 | 2 | 0  | 0  | 1 | 20 | 11 | +9   |
| 3    | Oman     | 3   | 3 | 1 | 0  | 0  | 2 | 9  | 16 | -7   |
| 4    | Nigeria  | 0   | 3 | 0 | 0  | 0  | 3 | 8  | 28 | -20  |

| Date        | Équipe 1 | Résultat | Équipe 2 |
| ----------- | -------- | -------- | -------- |
| 22 novembre | Portugal | 10 - 1   | Nigeria  |
| 22 novembre | Brésil   | 8 - 2    | Oman     |
| 24 novembre | Nigeria  | 5 - 6    | Oman     |
| 24 novembre | Brésil   | 9 - 7    | Portugal |
| 26 novembre | Oman     | 1 - 3    | Portugal |
| 26 novembre | Nigeria  | 2 - 12   | Brésil   |

## Phase finale

### Tableau final
|  | Quarts de finale | Quarts de finale | Quarts de finale | Quarts de finale |        |        | Demi-finales | Demi-finales | Demi-finales                  | Demi-finales                  |                               |                               | Finale       | Finale       | Finale       | Finale       |
|  |                  |                  |                  |                  |        |        |              |              |                               |                               |                               |                               |              |              |              |              |
|  | 28 novembre      | 28 novembre      | 28 novembre      | 28 novembre      |        |        | 30 novembre  | 30 novembre  | 30 novembre                   | 30 novembre                   |                               |                               | 1er décembre | 1er décembre | 1er décembre | 1er décembre |
|  | 28 novembre      | 28 novembre      | 28 novembre      | 28 novembre      |        |        | 30 novembre  | 30 novembre  | 30 novembre                   | 30 novembre                   |                               |                               | 1er décembre | 1er décembre | 1er décembre | 1er décembre |
|  | 1er gr.D         | Italie           | 5                | 5                |        |        | 30 novembre  | 30 novembre  | 30 novembre                   | 30 novembre                   |                               |                               | 1er décembre | 1er décembre | 1er décembre | 1er décembre |
|  | 1er gr.D         | Italie           | 5                | 5                |        |        | 30 novembre  | 30 novembre  | 30 novembre                   | 30 novembre                   |                               |                               | 1er décembre | 1er décembre | 1er décembre | 1er décembre |
|  | 2e gr.C          | Suisse           | 4                | 4                |        |        | 30 novembre  | 30 novembre  | 30 novembre                   | 30 novembre                   |                               |                               | 1er décembre | 1er décembre | 1er décembre | 1er décembre |
|  | 2e gr.C          | Suisse           | 4                | 4                | Italie | Italie | 8 ap         | 8 ap         |                               |                               |                               |                               | 1er décembre | 1er décembre | 1er décembre | 1er décembre |
|  | 28 novembre      |                  |                  |                  | Italie | Italie | 8 ap         | 8 ap         |                               |                               |                               |                               | 1er décembre | 1er décembre | 1er décembre | 1er décembre |
|  |                  |                  | Russie           | Russie           | 7 0    | 7 0    |              |              |                               |                               |                               |                               | 1er décembre | 1er décembre | 1er décembre | 1er décembre |
|  | 1er gr.B         | Brésil           | Russie           | Russie           | 7 0    | 7 0    | 3            | 3            |                               |                               |                               |                               | 1er décembre | 1er décembre | 1er décembre | 1er décembre |
|  | 1er gr.B         | Brésil           | 30 novembre      |                  |        |        | 3            | 3            |                               |                               |                               |                               | 1er décembre | 1er décembre | 1er décembre | 1er décembre |
|  | 2e gr.A          | Russie           | 4                | 4                |        |        |              |              |                               |                               |                               |                               | 1er décembre | 1er décembre | 1er décembre | 1er décembre |
|  | 2e gr.A          | Russie           | 4                | 4                | Italie | Italie | 4            | 4            |                               |                               |                               |                               |              |              |              |              |
|  | 28 novembre      |                  |                  |                  | Italie | Italie | 4            | 4            |                               |                               |                               |                               |              |              |              |              |
|  |                  |                  | Portugal         | Portugal         | 6      | 6      |              |              |                               |                               |                               |                               |              |              |              |              |
|  | 1er gr.C         | Japon            | Portugal         | Portugal         | 6      | 6      | 3            | 3            |                               |                               |                               |                               |              |              |              |              |
|  | 1er gr.C         | Japon            |                  |                  |        |        |              |              |                               |                               |                               |                               |              |              |              |              |
|  | 2e gr.D          | Uruguay          | 2                | 2                |        |        |              |              |                               |                               |                               |                               |              |              |              |              |
|  | 2e gr.D          | Uruguay          | 2                | 2                | Japon  | Japon  | 3 a. p.      | 1 00         | Match pour la troisième place | Match pour la troisième place | Match pour la troisième place | Match pour la troisième place |              |              |              |              |
|  | 28 novembre      |                  |                  |                  | Japon  | Japon  | 3 a. p.      | 1 00         | Match pour la troisième place | Match pour la troisième place | Match pour la troisième place | Match pour la troisième place |              |              |              |              |
|  |                  |                  | Portugal         | Portugal         | 3 00   | 2 tab  |              |              | 1er décembre                  | 1er décembre                  | 1er décembre                  | 1er décembre                  |              |              |              |              |
|  | 1er gr.A         | Sénégal          | Portugal         | Portugal         | 3 00   | 2 tab  | 2            | 2            | 1er décembre                  | 1er décembre                  | 1er décembre                  | 1er décembre                  |              |              |              |              |
|  | 1er gr.A         | Sénégal          |                  |                  |        |        |              | 2            |                               |                               | Russie                        | Russie                        | 5            | 5            |              |              |
|  | 2e gr.B          | Portugal         | 4                | 4                |        |        |              |              |                               |                               | Russie                        | Russie                        | 5            | 5            |              |              |
|  | 2e gr.B          | Portugal         | 4                | 4                | Japon  | Japon  | 4            | 4            |                               |                               |                               |                               |              |              |              |              |
|  |                  |                  |                  |                  |        |        |              |              |                               |                               |                               |                               |              |              |              |              |

## Statistiques, classements et buteurs

### Nombre d'équipes par confédération et par tour
| Confédération | Phase de groupes | Quarts de finale | Demi-finales | Finale | Victoire |
| ------------- | ---------------- | ---------------- | ------------ | ------ | -------- |
| CONMEBOL      | 3                | 2                | -            | -      | -        |
| UEFA          | 5                | 4                | 3            | 2      | 1        |
| CAF           | 2                | 1                | -            | -      | -        |
| AFC           | 3                | 1                | 1            | -      | -        |
| CONCACAF      | 2                | -                | -            | -      | -        |
| OFC           | 1                | -                | -            | -      | -        |
| Total         | 16               | 8                | 4            | 2      | 1        |

### Ballon d'or du meilleur joueur
| Place              | Joueur      |
| ------------------ | ----------- |
| Médaille d'or      | Ozu Moreira |
| Médaille d'argent  | Jordan      |
| Médaille de bronze | Bê Martins  |

### Soulier d'or du meilleur buteur
Le Soulier d'or est attribué au meilleur buteur de la compétition. 
| Place              | Joueur          | Buts |
| ------------------ | --------------- | ---- |
| Médaille d'or      | Gabriele Gori   | 16   |
| Médaille d'argent  | Emmanuele Zurlo | 10   |
| Médaille de bronze | Fedor Zemskov   | 10   |

### Autres récompenses
Le Gant d'or est attribué au meilleur gardien de but de la compétition. Le Prix du fair-play de la FIFA est attribué à l'équipe ayant fait preuve du plus bel esprit sportif et du meilleur comportement.
| Prix              | Lauréat                                                     |
| ----------------- | ----------------------------------------------------------- |
| Gant d'or         | Elinton Andrade                                             |
| Prix du fair-play | Sénégal                                                     |
| But du tournoi    | Emmanuele Zurlo 1er but en quart de finale contre la Suisse |

### Classement du tournoi
| Rang               | Équipe              |
| ------------------ | ------------------- |
| Médaille d'or      | Portugal            |
| Médaille d'argent  | Italie              |
| Médaille de bronze | Russie              |
| 4                  | Japon               |
| 5                  | Brésil              |
| 6                  | Sénégal             |
| 7                  | Uruguay             |
| 8                  | Suisse              |
| 9                  | Tahiti              |
| 10                 | Paraguay            |
| 11                 | Biélorussie         |
| 12                 | Émirats arabes unis |
| 13                 | Oman                |
| 14                 | États-Unis          |
| 15                 | Mexique             |
| 16                 | Nigeria             |